# کرینگتون پین
کرینگتون پــِیـن (انگلیسی: Kherington Payne؛ زادهٔ ۲۶ ژانویهٔ ۱۹۹۰) یک هنرمند رقص، هنرپیشه، طراح رقص، مجری تلویزیون و خواننده اهل ایالات متحده آمریکا است. وی از سال ۲۰۰۸ میلادی تاکنون مشغول فعالیت بوده‌است.

## گزیدهٔ آثار

### سینما
- بریوتاون (۲۰۱۵)
- پشت چلچراغ (۲۰۱۳)
- بدون تعهد (۲۰۱۱)

### تلویزیون
- خون حقیقی (۲۰۱۲)
- سی‌اس‌آی (۲۰۱۱)
- گلی (۲۰۰۹)